# Entomacis bipunctata
Entomacis bipunctata är en stekelart som först beskrevs av Jean-Jacques Kieffer 1909.  Entomacis bipunctata ingår i släktet Entomacis, och familjen hyllhornsteklar. Arten är reproducerande i Sverige.